# Francisco Villegas
Francisco Villegas (Buenos Aires, 6 ottobre 1924 – 16 ottobre 1976) è stato un allenatore di calcio e calciatore argentino, di ruolo centrocampista.

## Carriera

### Allenatore
Nel 1965 guida il Deportivo Cali alla sua prima affermazione in ambito nazionale con la vittoria del Campeonato Profesional 1965.

## Palmarès

### Allenatore
- Campionato colombiano: 3

Deportivo Cali: 1965, 1967, 1969